# Andrzej Iwan
Andrzej Iwan (Cracóvia, 10 de novembro de 1959 – 27 de dezembro de 2022) foi um futebolista polonês. 

## Carreira
Em clubes, Iwan atuou no Wisła Kraków de 1976 a 1985, com o qual conquistou o campeonato nacional em 1978. Também jogou no Górnik Zabrze, onde foi tricampeão polonês (1986-1988), no VfL Bochum e no Aris. Disputou 269 partidas e marcou noventa gols enquanto esteve atuando na primeira divisão de seu país.
Competiu na Copa do Mundo FIFA de 1982, sediada na Espanha, na qual a seleção de seu país terminou na terceira colocação dentre os 24 participantes.

## Morte
Iwan morreu em 27 de dezembro de 2022, aos 63 anos de idade.